# 라티프 크로더
라티프 크라우더(Lateef Crowder Dos Santos, 1977년 11월 23일 ~ )는 브라질 태생의 미국 배우, 스턴트 배우, 무술가이다. 특히 카포에이라 실력이 잘 알려져있다.

## 출연 작품

### 영화
- 레드 벨벳 (2008)
- 패밀리 플랜 (2023)

### 텔레비전
- 만달로리안 (2019-23)